# Round-robin (informatietechnologie)

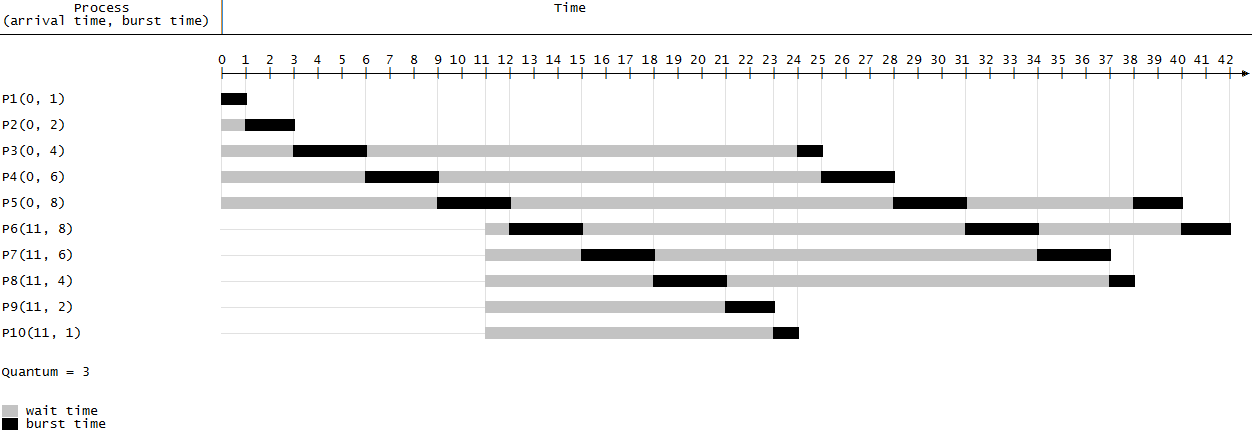
Een voorbeeld van het Round-robin algoritme.

Round-robin (RR) is binnen de informatica een van de algoritmes die gebruikt wordt door proces-scheduling.
Het is een methode om de rekenkracht van een processor op te splitsen waarbij elk proces een beperkte periode van de rekenkracht van de processor krijgt aangeboden (time slice). Op die manier kunnen alle processen stukje bij beetje afgewerkt worden. Er is dus geen voorrang voor een bepaald proces.
De naam van het algoritme is afkomstig van het principe waarbij elke persoon een gelijk deel van de beurt krijgt en geen enkele vooraan staat.